# Аеродром Љубљана
Међународни аеродром Јоже Пучник Љубљана (словен. Mednarodno Letališče Jožeta Pučnika Ljubljana; : , : ), раније познат као аеродром Брник, је највећи аеродром у Словенији. Аеродром се налази у насељу Згорњи Брник, 26 km северно од Љубљане и 11 km јужно од Крања.
Број путника на аеродрому је близу 2 милиона. На аеродрому је смештена техничка база компаније Адрија ервејз. До аеродрома Љубљана лети десетак авио-компанија, од којих је Изиџет једина нискотарифна.
Дана 8. децембра 2004, аеродром је примио свог првог годишњег милионитог путника. Кроз Аеродром у Љубљани је током 2006. прошло 1.334.355 путника.
Дана 7. јуна 2007, Влада Републике Словеније је одобрила промену имена из аеродром Брник у аеродром „Јоже Пучник“ Љубљана. Јоже Пучник је био словеначки политичар, филозоф, књижевник и доктор социолошких наука. Промена имена се десила на дан отварања реконструисаног Терминала 1, 9. јула 2007.

## Објекти

### Писта
Аеродром има асфалтирану писту димензија 3.300 м × 60 м која је опремљена ILS Cat IIIb на писти 30. Такође су доступни NDB и VOR прилази.

### План проширења
У априлу 2017. оператер аеродрома Фрапорт Словенија најавио је план за проширење постојећег путничког терминала. Предложено је модуларно решење које се може спровести у фазама које се ефикасно и континуирано прилагођавају потребама развоја саобраћаја.
Прва фаза проширења терминала отворена је за саобраћај у јулу 2021. Капацитет зоне за поласке је повећан са 500 путника на сат на 1.250 путника на сат. Ново проширење од 10.000 м2 изграђено је западно од старе зграде терминала. Укључује велику продавницу за робу без царине, нови бизнис салон, као и реновиране просторе за храну, пиће и промоције. Доступно је 22 шалтера за чекирање и пет редова за безбедност. Додат је и нови простор за сортирање пртљага, а простор за преузимање пртљага је проширен и опремљен са две дугачке траке.

## Авио-компаније и дестинације
Следеће авио-компаније користе аеродром Љубљана:
| Airlines                      | Destinations                                  |
| ----------------------------- | --------------------------------------------- |
| Aegean Airlines               | Athens                                        |
| Air Baltic                    | Riga                                          |
| Air France                    | Paris–Charles de Gaulle                       |
| Air Montenegro                | Podgorica Seasonal: Tivat                     |
| Air Serbia                    | Belgrade, Niš                                 |
| arkia                         | Seasonal charter: Tel Aviv                    |
| British Airways               | Seasonal: London–Heathrow                     |
| Brussels Airlines             | Brussels                                      |
| Corendon Airlines             | Seasonal: Antalya Seasonal charter: Heraklion |
| EasyJet                       | London–Gatwick                                |
| Eurowings                     | Düsseldorf                                    |
| Finnair                       | Seasonal: Helsinki                            |
| Flydubai                      | Dubai–International                           |
| GP Aviation                   | Seasonal charter: Pristina                    |
| Iberia                        | Seasonal: Madrid                              |
| Israir                        | Seasonal: Tel Aviv                            |
| KLM                           | Amsterdam                                     |
| LOT Polish Airlines           | Warsaw–Chopin                                 |
| Lufthansa                     | Frankfurt, Munich                             |
| Luxair                        | Seasonal: Luxembourg                          |
| Nesma Airlines                | Seasonal charter: Hurghada                    |
| Norwegian Air Shuttle         | Copenhagen                                    |
| Swiss International Air Lines | Zürich                                        |
| Trade Air                     | Seasonal charter: Heraklion, Kos, Samos       |
| Transavia                     | Amsterdam Seasonal: Paris–Orly                |
| Turkish Airlines              | Istanbul                                      |
| Wizz Air                      | Skopje                                        |

### Карго
- ДХЛ (Лајпциг/Хал)
- Ју-Пи-Ес (Атина, Келн/Бон)
- Скорпион ер (Софија)
- Солинер (Бергамо)
- ТНТ ервејз (Лијеж)
- Трејд ер (Загреб)
- Фарнер Швајцарска (Букурешт-Хенри Коанда)